# Тролле, Эрик Биргер
Эрик Биргер Тролле (швед.  Eric Trolle; 23 сентября 1863, Нерке — 21 апреля 1934, Стокгольм) — шведский политический, государственный и дипломатический деятель. Министр иностранных дел Швеции (1905—1909). Риксмаршал (1930—1934). Губернатор лена Эстергётланд (1912—1930).

## Биография
Представитель шведского рода Тролле.
Сын землевладельца и политика Карла Акселя Тролле (1810—1879). В 1886 году окончил Лундский университет и в том же году поступил на дипломатическую службу. В 1894 году назначен первым секретарём шведского Министерства иностранных дел и камергером . С 1897 года — секретарь дипломатической миссии, в 1900 году — советник дипломатической миссии в Берлине. В 1903—1905 годах работал секретарём кабинета министров и в том же году назначен посланником в Копенгагене .
17 ноября 1905 года занял пост министра иностранных дел Швеции и работал до 1909 года.
Позже служил послом Швеции в Германской империи (1909—1912). В 1912 году был назначен губернатором лена Эстергётланд и оставался на этом посту до своей отставки в 1930 году. В 1930 году стал Риксмаршалом.